# Perché la Talpa teme il Sole
Perché la Talpa teme il Sole è un mito Embu (Kenya) che vuole definire l'origine e il senso della morte ed anche l'origine di alcuni comportamenti degli animali. Quindi si tratta di una storia sacra trasmessa per via orale utile anche per rinsaldare e unificare la comunità. Il mito ha la funzione primaria di descrivere come andarono i fatti all'origine della vita, quando da un caos primordiale si diffuse la vita e la morte degli esseri viventi.

## Trama
Un tempo il Sole preparò una medicina che avrebbe magicamente fatto rivivere i morti e scelse la Talpa come messaggero e come distributrice a tutti gli uomini di questo miracoloso farmaco. La Talpa, infatti, in quell'epoca camminava al disopra della superficie. Mentre stava compiendo questa delicata missione, incontrò Jena che si mostrò preoccupata per l'incarico della Talpa e architettò un tranello scambiando un suo pacco di medicine velenose per gli uomini al posto di quelle miracolose. La Talpa cadde nella trappola e così quando si recò dal Sole per riferire dell'accaduto, ricevette i rimproveri di quest'ultimo che la costrinse a vivere sottoterra come punizione e da quel giorno non corre buon sangue tra l'uomo e la jena.